# Katolički list
Katolički list bio je hrvatski katolički tjednik. U impressumu se vodio kao crkveno-pastoralni časopis. ISSN je bio 1331-7636.
List je izlazio od 4. siječnja 1877. godine sve do 3. svibnja 1945. godine. Izlazio je u Zagrebu. Izdavač je bila Zagrebačka nadbiskupija.
Tekstovi u Katoličkom listu bili su na hrvatskom jeziku, ali i na stranim jezicima: francuskom, latinskom, njemačkom i talijanskom. 
Poznata Bogoslovska smotra u početku je izlazila kao prilog Katoličkog lista, od 1910. do 1911. godine, a poslije se osamostaljuje. Izašla je za urednikovanja Josipa Pazmana. Također je u Katoličkom listu kao prilog izlazila Katolička akcija, vjesnik hrvatskoga Katoličkog narodnog Saveza nadbiskupije zagrebačke.

## Urednici
Katolički su list uređivali: Josip Rieger, Andrija Jagatić, Aleksandar Šmit, Ante Bauer, Josip Volović, Stjepan Korenić, Vladimir Rožman, Josip Pazman, Svetozar Ritig, Fran Barac, Stjepan Bakšić, Janko Obreški, Nikola Kolarek, Stjepan Moyses i Jerolim Malinar.